# Günthers
Günthers in der Rhön ist ein Stadtteil von Tann (Rhön) im osthessischen Landkreis Fulda.
Er liegt an der B 278 zwischen Motzlar und Tann und am Fluss Ulster. In der Gemarkung liegt der Hof „An der Reichsstraße“.

## Geschichte

### Ortsgeschichte
Soweit bekannt erfolgte die Ersterwähnung im Jahre 1362 als Siedlungsplatz an der Reichsstraße und zählte zum Lehensgebiet des Klosters Fulda.
Da Günthers zur Herrschaft Tann (im Ritterkanton Rhön-Werra, Buchisches Quartier) gehörte, erfolgte die Einführung der Reformation vermutlich um 1540.
Im Jahr 1909 wurde der Abschnitt der Ulstertalbahn durch Günthers eröffnet. Als Folge der Deutschen Teilung wurde die Strecke im Juli 1945 an der Zonengrenze zwischen Motzlar und Günthers unterbrochen, in Richtung Hilders auf der hessischen Seite wurde der Personenverkehr 1961 eingestellt. Die 1977 stillgelegte Strecke wird vom Ulsterradweg genutzt.
Im Zuge der Gebietsreform in Hessen wurde die bis dahin selbständige Gemeinde Günthers auf freiwilliger Basis zum 31. Dezember 1971 in die die Stadt Tann eingemeindet. Für Günthers wurde, wie für alle Stadtteil von Tann, ein Ortsbezirk gebildet.

### Verwaltungsgeschichte im Überblick
Die folgende Liste zeigt die Staaten und Verwaltungseinheiten, denen Günthers angehört(e):
- vor 1803: Heiliges Römisches Reich, Herrschaft der Freiherren von der Tann (Ritterkanton Rhön-Werra, Buchisches Quartier)
- 1803–1806: Heiliges Römisches Reich, Königreich Bayern, Herrschaft der Freiherren von der Tann[Anm. 2]
- 1806–1813: Großherzogtum Würzburg, Landgericht Hilders[Anm. 3]
- 1814–1832: Königreich Bayern, Herrschaftsgericht Tann
- 1832–1848: Königreich Bayern, Herrschaftskommissariat Tann
- 1848–1861: Königreich Bayern, Regierung Unterfranken und Aschaffenburg, Landgerichtsbezirk Hilders
- 1862–1866: Königreich Bayern, Regierungsbezirk Unterfranken, Bezirksamt Gersfeld[Anm. 4]
- ab 1867: Norddeutscher Bund, Königreich Preußen,[Anm. 5] Provinz Hessen-Nassau, Regierungsbezirk Kassel, Kreis Gersfeld
- ab 1871: Deutsches Reich,  Königreich Preußen, Provinz Hessen-Nassau, Regierungsbezirk Kassel, Kreis Gersfeld
- ab 1918: Deutsches Reich, Freistaat Preußen, Provinz Hessen-Nassau, Regierungsbezirk Kassel, Kreis Gersfeld
- ab 1932: Deutsches Reich, Freistaat Preußen, Provinz Hessen-Nassau, Regierungsbezirk Kassel, Landkreis Fulda
- ab 1944: Deutsches Reich, Freistaat Preußen, Provinz Kurhessen, Landkreis Fulda
- ab 1945: Deutsches Reich, Amerikanische Besatzungszone, Groß-Hessen, Regierungsbezirk Kassel, Landkreis Fulda
- ab 1946: Deutsches Reich, Amerikanische Besatzungszone, Hessen, Regierungsbezirk Kassel, Landkreis Fulda
- ab 1949: Bundesrepublik Deutschland, Hessen, Regierungsbezirk Kassel, Landkreis Fulda
- ab 1972: Bundesrepublik Deutschland, Hessen, Regierungsbezirk Kassel, Landkreis Fulda, Stadt Tann (Rhön)

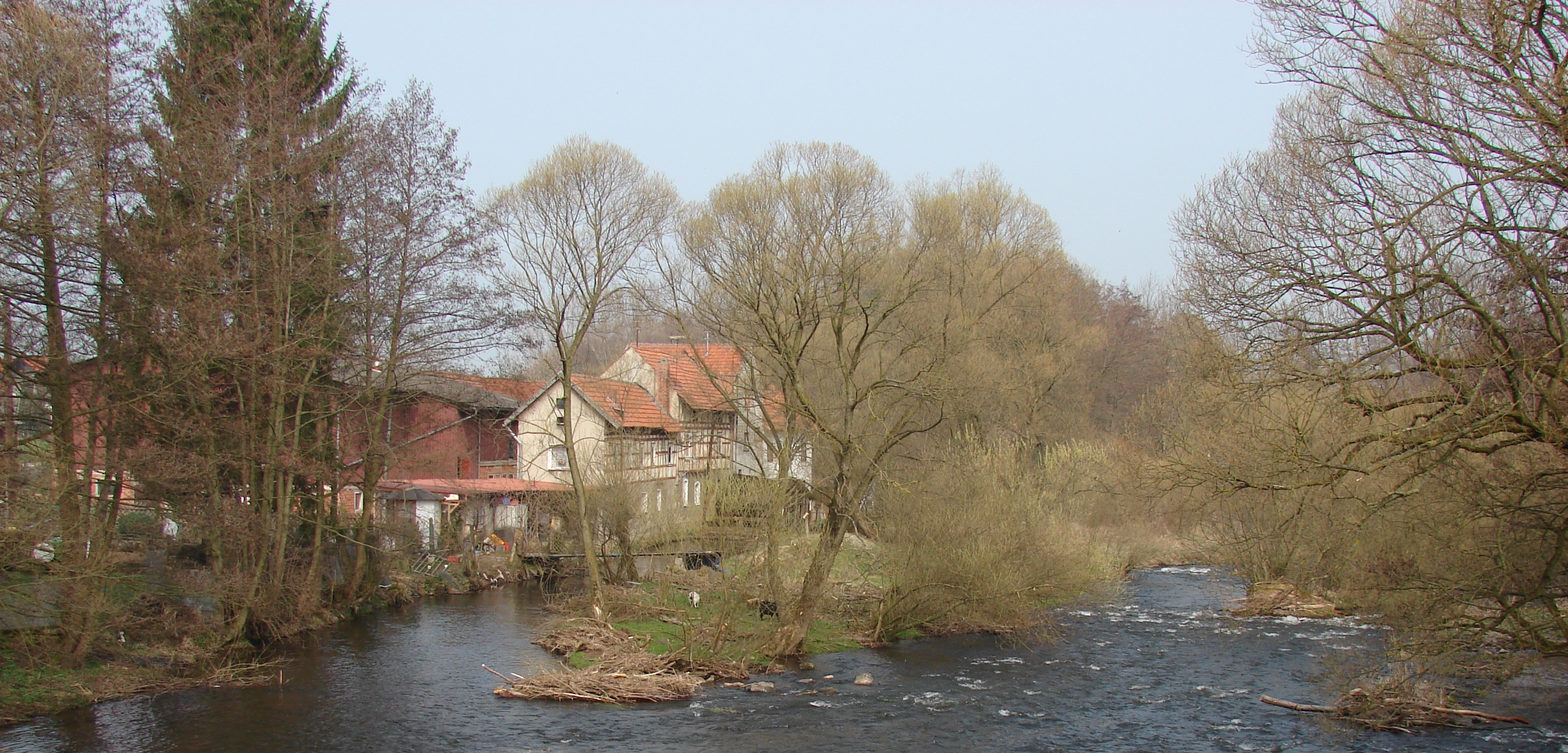
Die Ulster in Günthers mit Mühlgraben
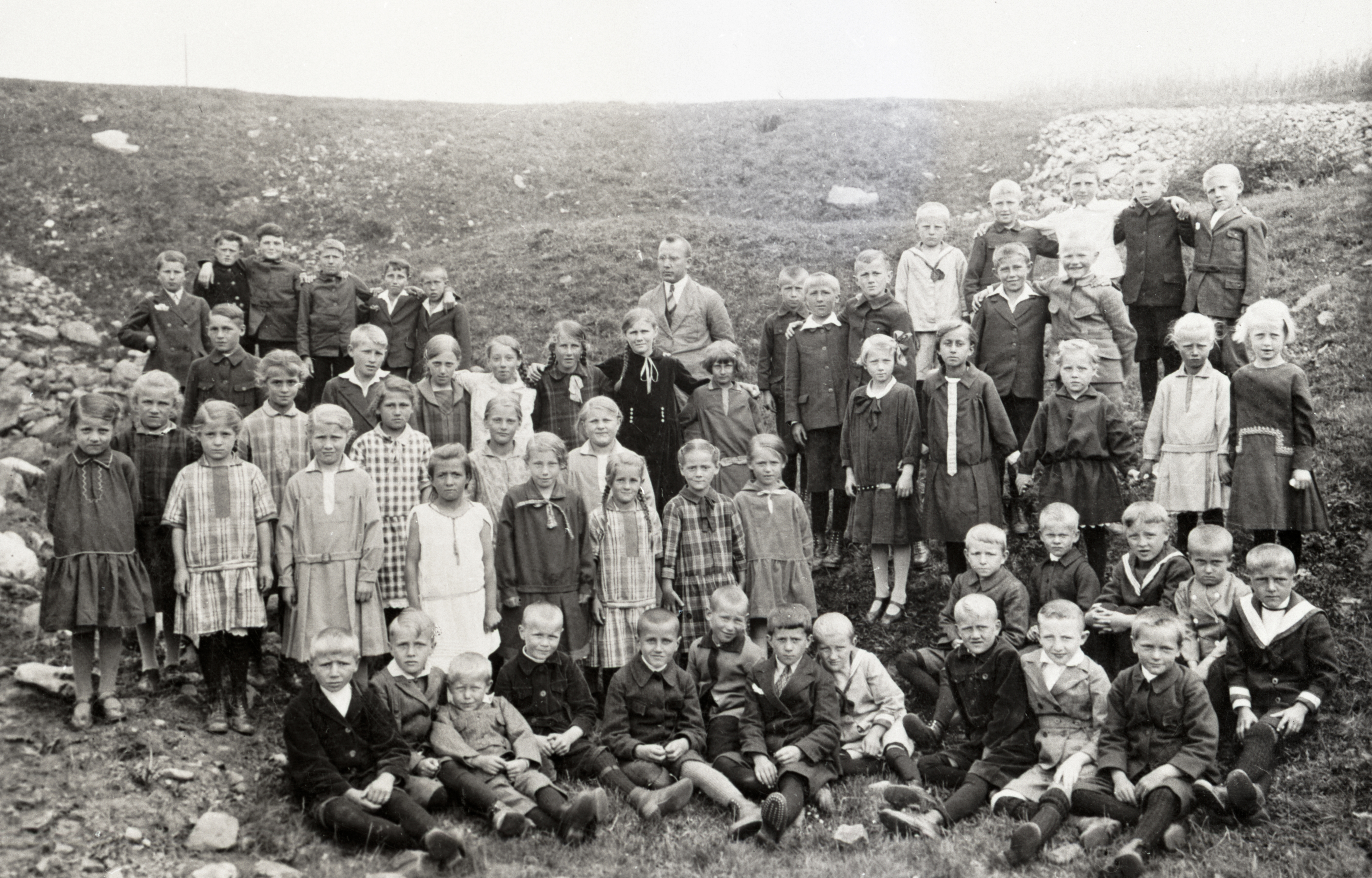
Schüler und Lehrer an der Volksschule Günthers 1927
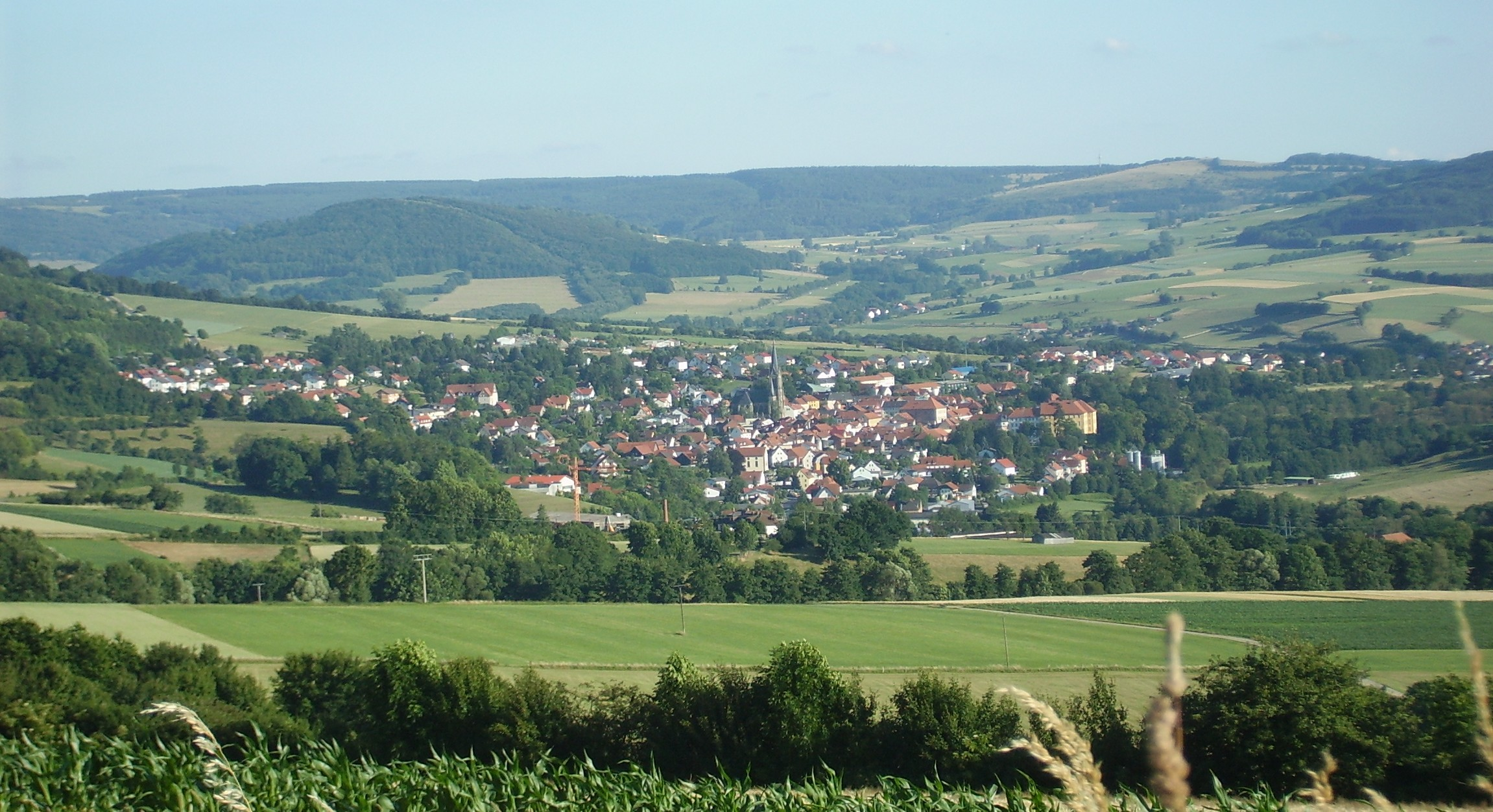
Tann (Rhön) von Günthers aus gesehen
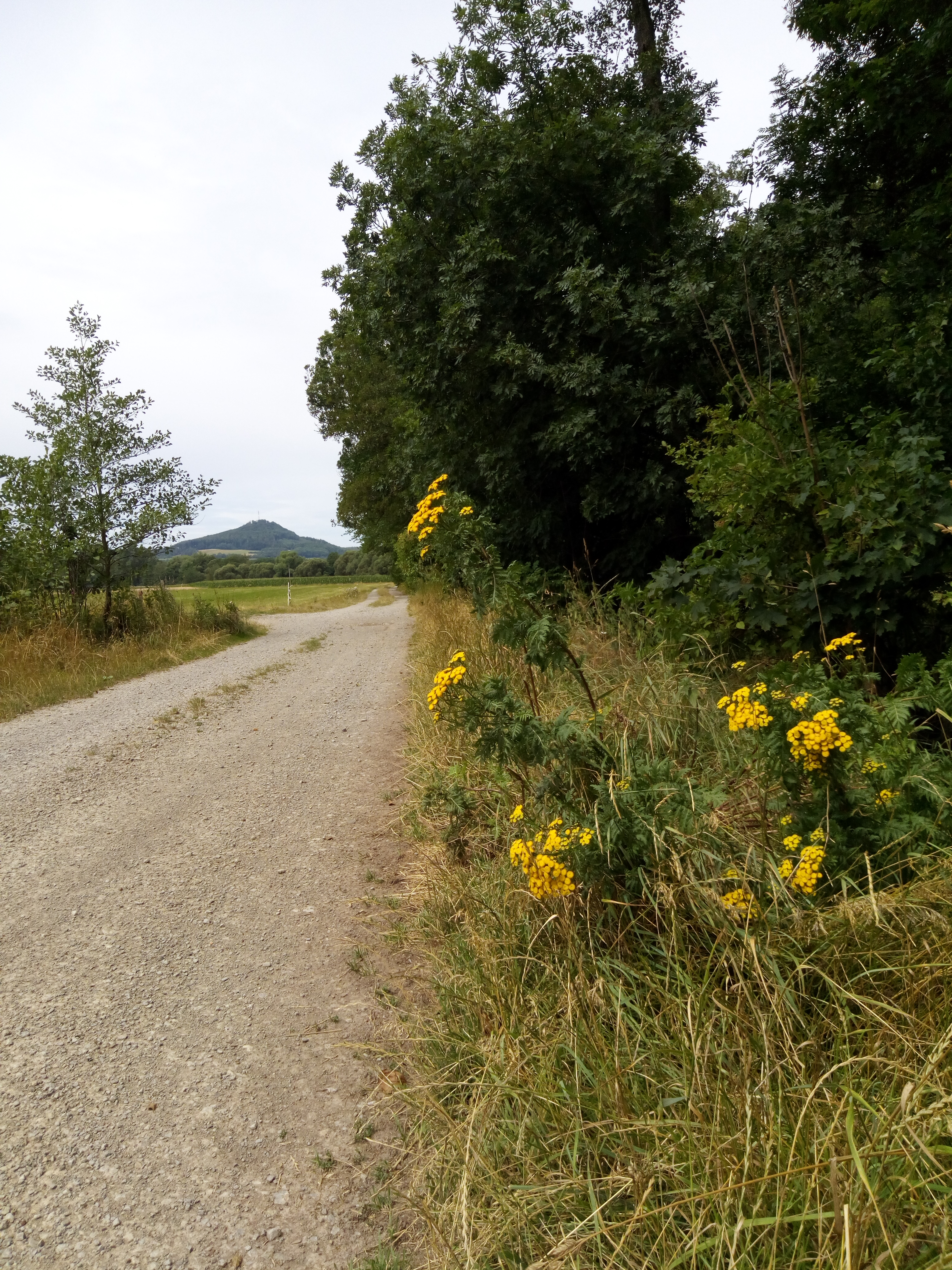
Der Rockenstuhl von Günthers aus gesehen.
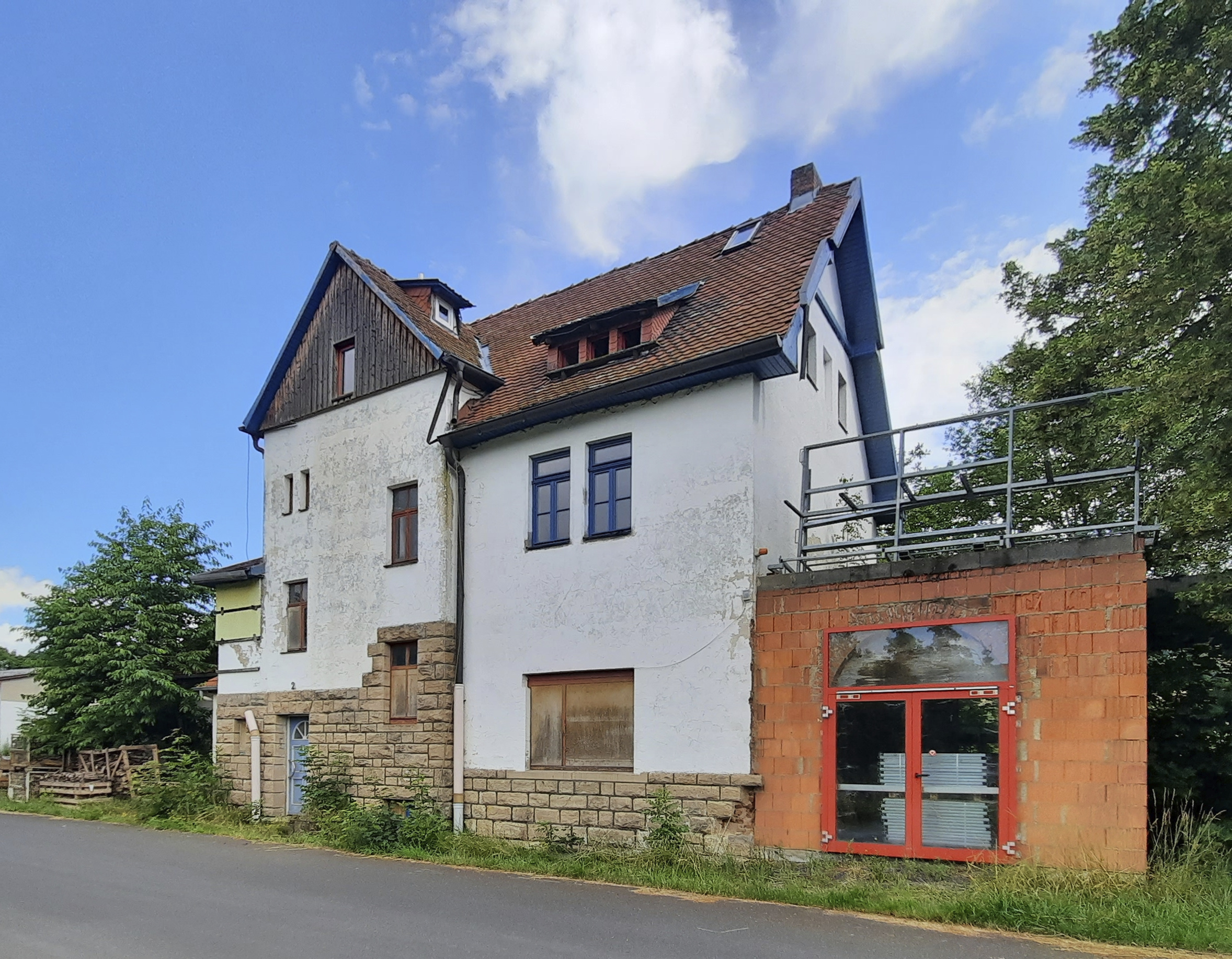
Bahnhof Günthers an der Bahnstrecke Vacha–Hilders

## Bevölkerung

### Einwohnerstruktur 2011
Nach den Erhebungen des Zensus 2011 lebten am Stichtag dem 9. Mai 2011 in Günthers 426 Einwohner. Darunter waren 3 (0,7 %) Ausländer.
Nach dem Lebensalter waren 93 Einwohner unter 18 Jahren, 171 waren zwischen 18 und 49, 87 zwischen 50 und 64 und 78 Einwohner waren älter.
Die Einwohner lebten in 147 Haushalten. Davon waren 24 Singlehaushalte, 36 Paare ohne Kinder und 72 Paare mit Kindern, sowie 12 Alleinerziehende und keine Wohngemeinschaften. In 30 Haushalten lebten ausschließlich Senioren und in 90 Haushaltungen leben keine Senioren.

### Einwohnerentwicklung
| Günthers: Einwohnerzahlen von 1834 bis 2021 | Günthers: Einwohnerzahlen von 1834 bis 2021 | Günthers: Einwohnerzahlen von 1834 bis 2021 | Günthers: Einwohnerzahlen von 1834 bis 2021 | Günthers: Einwohnerzahlen von 1834 bis 2021 |
| --- | ------------------------------------------- | ------------------------------------------- | ------------------------------------------- | ------------------------------------------- |
| Jahr |                                             |                                             |                                             | Einwohner                                   |
| 1834 | 1834                                        |                                             | 299                                         | 299                                         |
| 1840 | 1840                                        |                                             | 287                                         | 287                                         |
| 1846 | 1846                                        |                                             | 291                                         | 291                                         |
| 1852 | 1852                                        |                                             | 297                                         | 297                                         |
| 1858 | 1858                                        |                                             | 292                                         | 292                                         |
| 1864 | 1864                                        |                                             | 294                                         | 294                                         |
| 1871 | 1871                                        |                                             | 297                                         | 297                                         |
| 1875 | 1875                                        |                                             | 300                                         | 300                                         |
| 1885 | 1885                                        |                                             | 291                                         | 291                                         |
| 1895 | 1895                                        |                                             | 300                                         | 300                                         |
| 1905 | 1905                                        |                                             | 289                                         | 289                                         |
| 1910 | 1910                                        |                                             | 299                                         | 299                                         |
| 1925 | 1925                                        |                                             | 345                                         | 345                                         |
| 1939 | 1939                                        |                                             | 347                                         | 347                                         |
| 1946 | 1946                                        |                                             | 438                                         | 438                                         |
| 1950 | 1950                                        |                                             | 420                                         | 420                                         |
| 1956 | 1956                                        |                                             | 398                                         | 398                                         |
| 1961 | 1961                                        |                                             | 363                                         | 363                                         |
| 1967 | 1967                                        |                                             | 393                                         | 393                                         |
| 1970 | 1970                                        |                                             | 397                                         | 397                                         |
| 1980 | 1980                                        |                                             | ?                                           | ?                                           |
| 1990 | 1990                                        |                                             | ?                                           | ?                                           |
| 2000 | 2000                                        |                                             | ?                                           | ?                                           |
| 2011 | 2011                                        |                                             | 426                                         | 426                                         |
| 2021 | 2021                                        |                                             | 416                                         | 416                                         |
| Datenquelle: Historisches Gemeindeverzeichnis für Hessen: Die Bevölkerung der Gemeinden 1834 bis 1967. Wiesbaden: Hessisches Statistisches Landesamt, 1968. Weitere Quellen: LAGIS; Stadt Tann (Rhön); Zensus 2011 |                                             |                                             |                                             |                                             |

### Historische Religionszugehörigkeit
| • 1885: | 291 evangelische (= 100 %) Einwohner                              |
| • 1961: | 342 evangelische (= 94,21 %), 14 katholische (= 3,86 %) Einwohner |

## Politik
Für Günthers besteht ein Ortsbezirk (Gebiete der ehemaligen Gemeinde Günthers) mit Ortsbeirat und Ortsvorsteher nach der Hessischen Gemeindeordnung. Der Ortsbeirat besteht aus fünf Mitgliedern. Bei den Kommunalwahlen in Hessen 2021 betrug die Wahlbeteiligung zum Ortsbeirat 60,45 %. Alle Kandidaten gehörten der Wählergemeinschaft Günthers an. Der Ortsbeirat wählte Thomas Wehner zum Ortsvorsteher.